# Fontaine-Uterte
Pour les articles homonymes, voir Fontaine.
Fontaine-Uterte est une commune française située dans le département de l'Aisne, en région Hauts-de-France.

## Géographie

### Communes limitrophes
|                    | Montbrehain      | Fresnoy-le-Grand |
| Sequehart          | Fontaine-Uterte  | Croix-Fonsomme   |
| Remaucourt (Aisne) | Essigny-le-Petit |                  |

### Hydrographie
La commune est située dans le bassin Artois-Picardie. Elle n'est drainée par aucun cours d'eau.

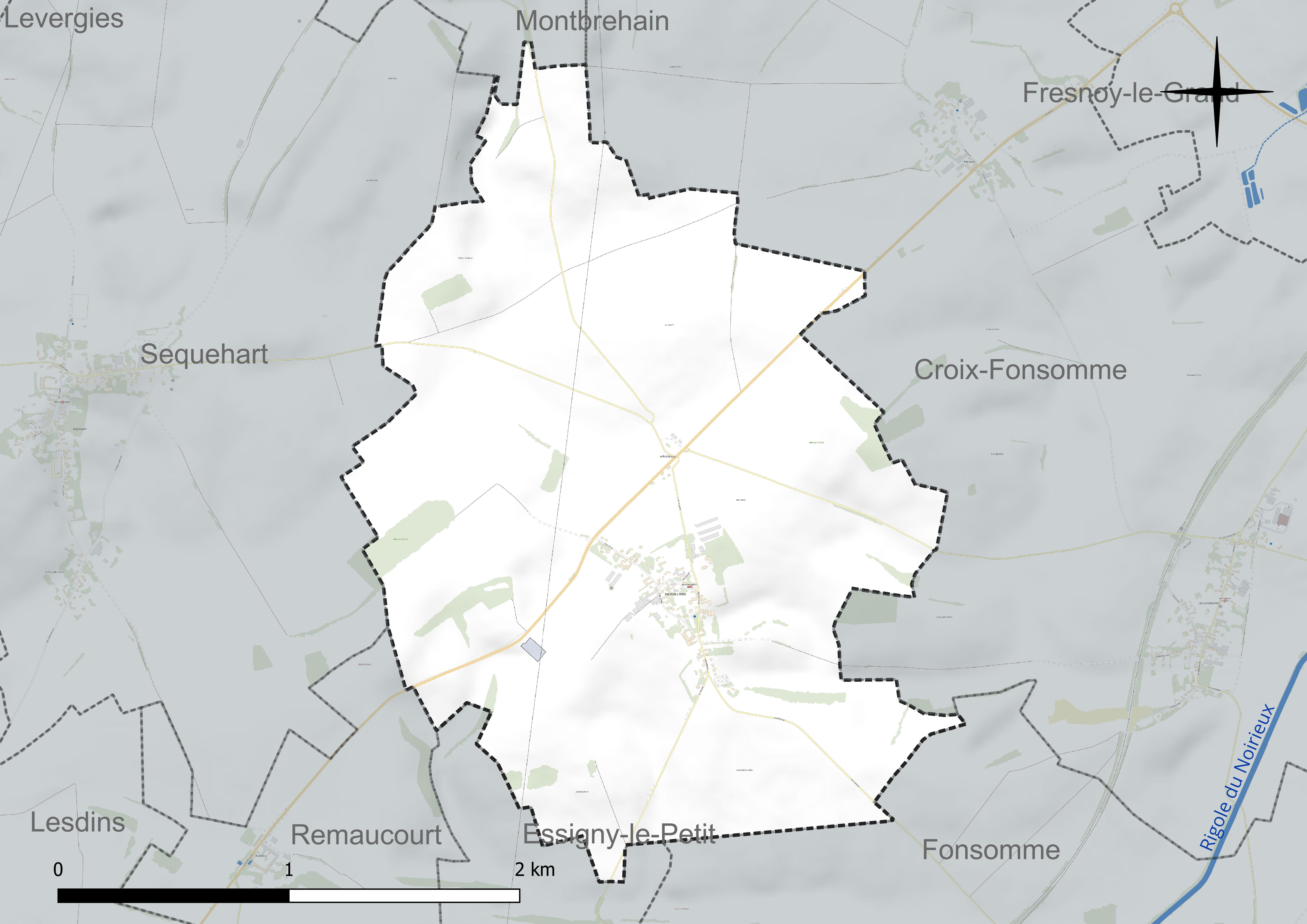
Réseau hydrographique de Fontaine-Uterte.

### Climat
Pour des articles plus généraux, voir Climat des Hauts-de-France et Climat de l'Aisne.
En 2010, le climat de la commune est de type climat océanique dégradé des plaines du Centre et du Nord, selon une étude du CNRS s'appuyant sur une série de données couvrant la période 1971-2000. En 2020, Météo-France publie une typologie des climats de la France métropolitaine dans laquelle la commune est dans une zone de transition entre le climat océanique et le climat océanique altéré et est dans la région climatique Nord-est du bassin Parisien, caractérisée par un ensoleillement médiocre, une pluviométrie moyenne régulièrement répartie au cours de l'année et un hiver froid (3 °C).
Pour la période 1971-2000, la température annuelle moyenne est de 10,1 °C, avec une amplitude thermique annuelle de 14,5 °C. Le cumul annuel moyen de précipitations est de 758 mm, avec 11,9 jours de précipitations en janvier et 9,4 jours en juillet. Pour la période 1991-2020, la température moyenne annuelle observée sur la station météorologique la plus proche, située sur la commune de Fontaine-lès-Clercs à 17 km à vol d'oiseau, est de 10,8 °C et le cumul annuel moyen de précipitations est de 683,4 mm,. Pour l'avenir, les paramètres climatiques de la commune estimés pour 2050 selon différents scénarios d'émission de gaz à effet de serre sont consultables sur un site dédié publié par Météo-France en novembre 2022.

## Urbanisme

### Typologie
Au 1er janvier 2024, Fontaine-Uterte est catégorisée commune rurale à habitat dispersé, selon la nouvelle grille communale de densité à 7 niveaux définie par l'Insee en 2022.
Elle est située hors unité urbaine. Par ailleurs la commune fait partie de l'aire d'attraction de Saint-Quentin, dont elle est une commune de la couronne,. Cette aire, qui regroupe 120 communes, est catégorisée dans les aires de 50 000 à moins de 200 000 habitants,.

### Occupation des sols
L'occupation des sols de la commune, telle qu'elle ressort de la base de données européenne d'occupation biophysique des sols Corine Land Cover (CLC), est marquée par l'importance des territoires agricoles (95,5 % en 2018), une proportion identique à celle de 1990 (95,5 %). La répartition détaillée en 2018 est la suivante : terres arables (95,5 %), zones urbanisées (4,5 %).
L'évolution de l'occupation des sols de la commune et de ses infrastructures peut être observée sur les différentes représentations cartographiques du territoire : la carte de Cassini (XVIIIe siècle), la carte d'état-major (1820-1866) et les cartes ou photos aériennes de l'IGN pour la période actuelle (1950 à aujourd'hui).

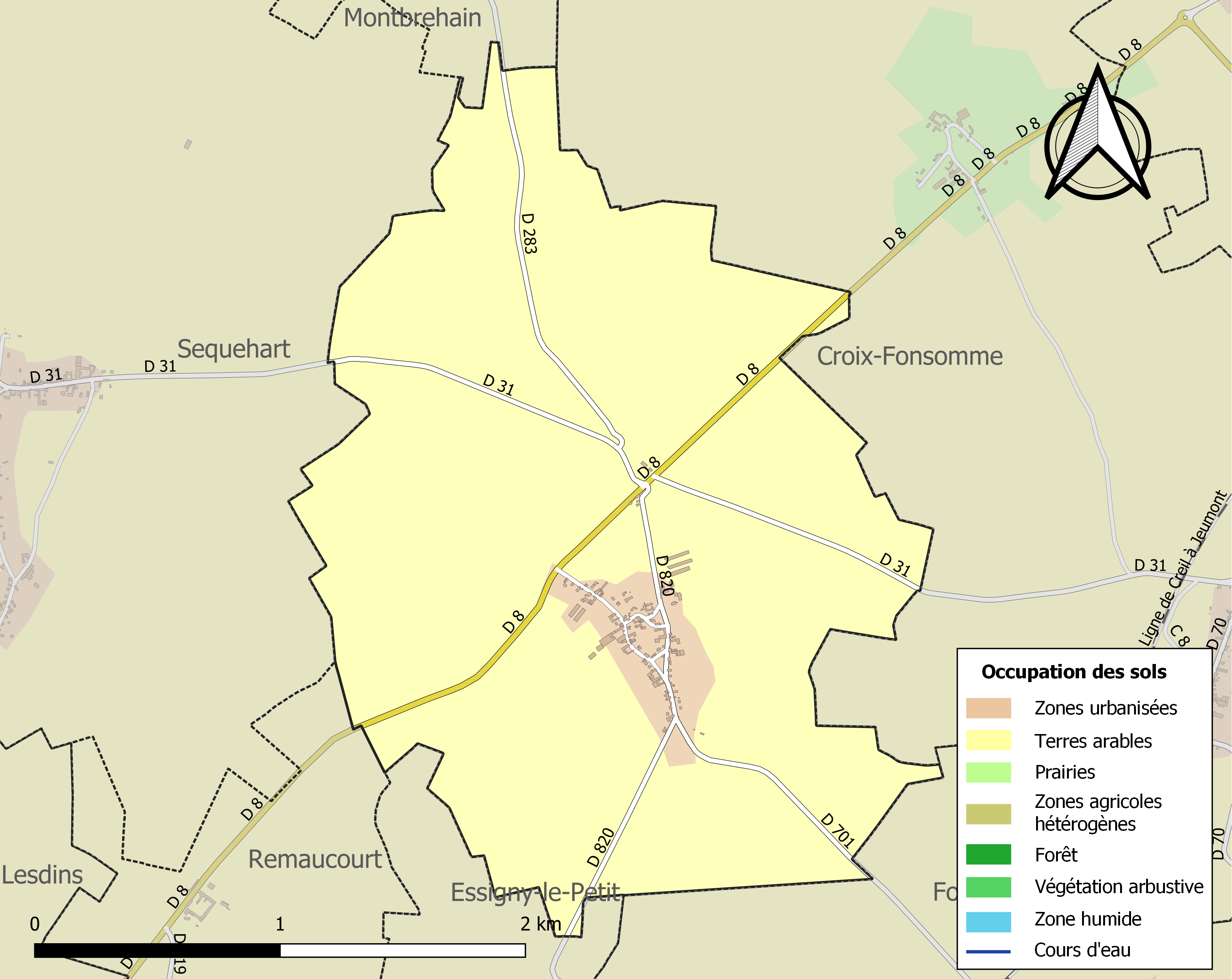
Carte de l'occupation des sols de la commune en 2018 (CLC).

## Toponymie
Le nom de la localité est attesté sous les formes Fontanis-in-Colle (1168) ; Fontaine (XIIe siècle) ; In territorio de Fontanis (1224) ; Fontainnes-ou-Tertre (1292) ; Fontaine-Uterque (1601).
Une fontaine est d'abord le lieu d'une source, d'une « eau vive qui sort de terre », selon le premier dictionnaire de l'Académie française.
Utertre pour tertre, (« colline »). La forme latine Fontanis-in-Colle de 1168 se traduit par « Fontaine-dans-la-Colline ».

## Histoire
|  |

 Carte de Cassini 
 La carte de Cassini ci-contre montre qu'au milieu du XVIIIe siècle, Fontaine-Uterte est une paroisse qui n'est traversée par aucun chemin empierré. Un château est construit dans le village
Première guerre mondiale
Après la bataille des frontières du  7 au 24 août 1914, devant les pertes subies, l'état-major français décide de battre en retraite depuis la Belgique. Le 27 août 1914 , les Allemands s'emparent du village et poursuivent leur route vers l'ouest. Dès lors commença l'occupation  qui dura jusqu'en octobre 1918. Pendant toute cette période, Fontaine-Uterte restera loin des combats, le front se situant à une quarantaine de kilomètres à l'ouest vers Péronne. Le village servira de base arrière pour l'armée allemande.
En septembre 1918, après de durs combats, la Ligne Hindenburg est franchie sur le Canal de Saint-Quentin et peu à peu les Allemands, attaqués par les troupes franco-australiennes reculent de village en village. Le 10 octobre, Fontaine-Uterte est enfin libérée,. Au cours des combats, le village a subi de nombreux dégâts à la suite des bombardements. 
Vu les souffrances endurées par la population pendant les quatre années d'occupation et les dégâts aux constructions, la commune s'est vu décerner la Croix de guerre 1914-1918 (France) le 17 octobre 1920. Sur le monument aux morts sont inscrits les noms des 10 soldats de la commune morts pour la France et deux victimes civiles .

## Politique et administration

### Découpage territorial
La commune de Fontaine-Uterte est membre de la communauté de communes du Pays du Vermandois, un établissement public de coopération intercommunale (EPCI) à fiscalité propre créé le 31 décembre 1993 dont le siège est à Bellicourt. Ce dernier est par ailleurs membre d'autres groupements intercommunaux.
Sur le plan administratif, elle est rattachée à l'arrondissement de Saint-Quentin, au département de l'Aisne et à la région Hauts-de-France. Sur le plan électoral, elle dépend du  canton de Bohain-en-Vermandois pour l'élection des conseillers départementaux, depuis le redécoupage cantonal de 2014 entré en vigueur en 2015, et de la troisième circonscription de l'Aisne  pour les élections législatives, depuis le dernier découpage électoral de 2010.

### Administration municipale

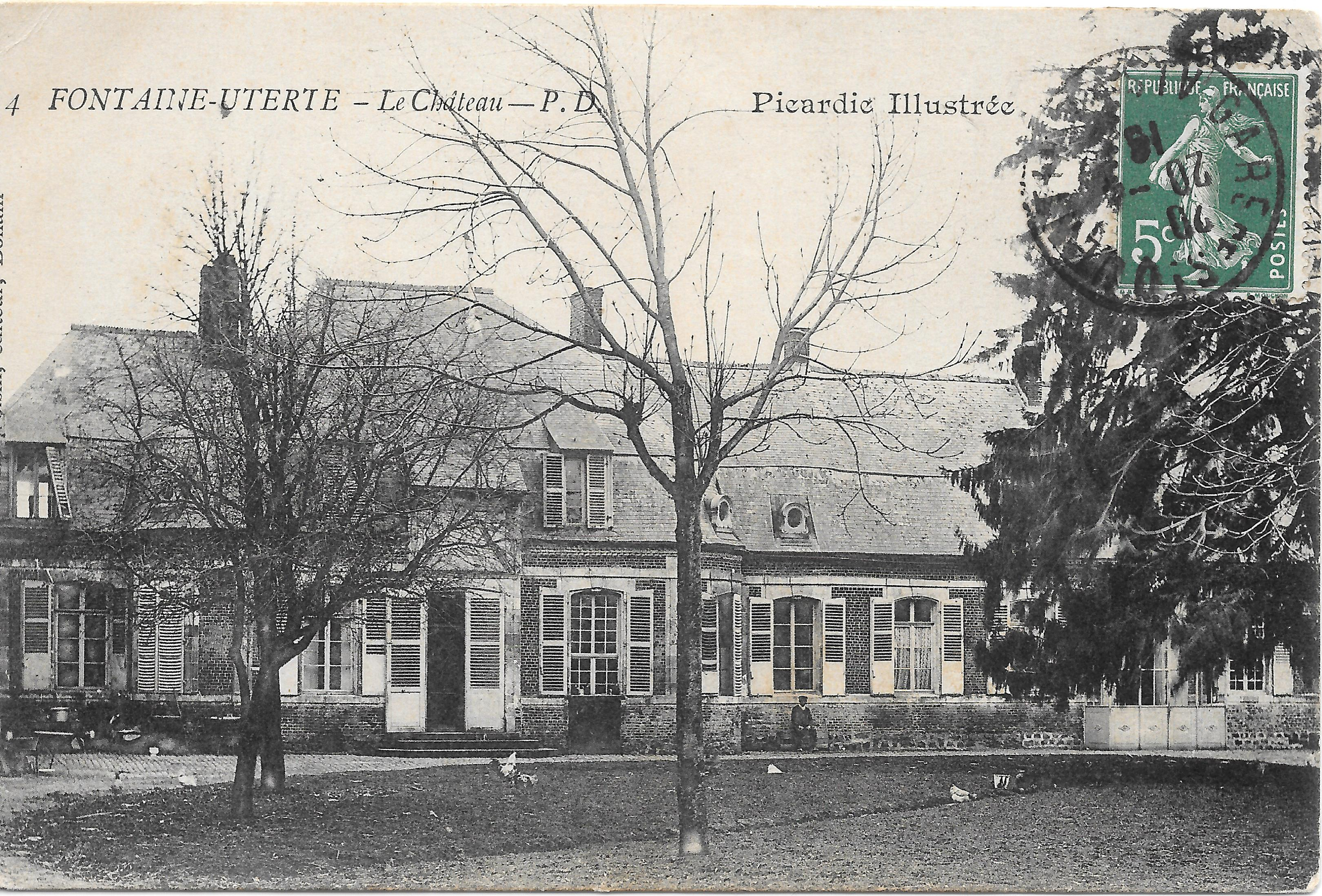
Carte postale du château avant 1914.

| Période                                  | Période                   | Identité         | Étiquette | Qualité                        |
| ---------------------------------------- | ------------------------- | ---------------- | --------- | ------------------------------ |
| Les données manquantes sont à compléter. |                           |                  |           |                                |
| avant 1877                               | après 1879                | Boboeuf          |           |                                |
| Les données manquantes sont à compléter. |                           |                  |           |                                |
| maire en 1958                            | ?                         | Jacques Loyeux   | Gaulliste | Agriculteur                    |
| mars 2001                                | mars 2008                 | Michel Lerat     |           |                                |
| mars 2008                                | mars 2014                 | Philippe Loyeux  | UMP       |                                |
| mars 2014                                | En cours (au 6 juin 2020) | Patrick Michalak | SE        | Réélu pour le mandat 2020-2026 |

## Démographie
L'évolution du nombre d'habitants est connue à travers les recensements de la population effectués dans la commune depuis 1793. Pour les communes de moins de 10 000 habitants, une enquête de recensement portant sur toute la population est réalisée tous les cinq ans, les populations de référence des années intermédiaires étant quant à elles estimées par interpolation ou extrapolation. Pour la commune, le premier recensement exhaustif entrant dans le cadre du nouveau dispositif a été réalisé en 2005.

En 2022, la commune comptait 135 habitants, en évolution de +6,3 % par rapport à 2016 (Aisne : −1,97 %, France hors Mayotte : +2,11 %).
| 1793 | 1800 | 1806 | 1821 | 1831 | 1836 | 1841 | 1846 | 1851 |
| ---- | ---- | ---- | ---- | ---- | ---- | ---- | ---- | ---- |
| 227  | 235  | 237  | 235  | 239  | 293  | 315  | 320  | 338  |

| 1856 | 1861 | 1866 | 1872 | 1876 | 1881 | 1886 | 1891 | 1896 |
| ---- | ---- | ---- | ---- | ---- | ---- | ---- | ---- | ---- |
| 327  | 350  | 333  | 299  | 299  | 300  | 272  | 247  | 255  |

| 1901 | 1906 | 1911 | 1921 | 1926 | 1931 | 1936 | 1946 | 1954 |
| ---- | ---- | ---- | ---- | ---- | ---- | ---- | ---- | ---- |
| 244  | 207  | 184  | 140  | 141  | 142  | 137  | 134  | 152  |

| 1962 | 1968 | 1975 | 1982 | 1990 | 1999 | 2005 | 2006 | 2010 |
| ---- | ---- | ---- | ---- | ---- | ---- | ---- | ---- | ---- |
| 168  | 165  | 205  | 159  | 135  | 119  | 108  | 110  | 127  |

| 2015 | 2020 | 2022 | - | - | - | - | - | - |
| ---- | ---- | ---- | - | - | - | - | - | - |
| 127  | 138  | 135  | - | - | - | - | - | - |

## Lieux et monuments
- Église Saint-Pierre, datant du XVIe siècle.
- Chapelle Saint-Pierre.
- Monument aux morts.
- Plaque commémorative sur la mairie.
- Monument allemand de 1870.
- Carré militaire français au cimetière.

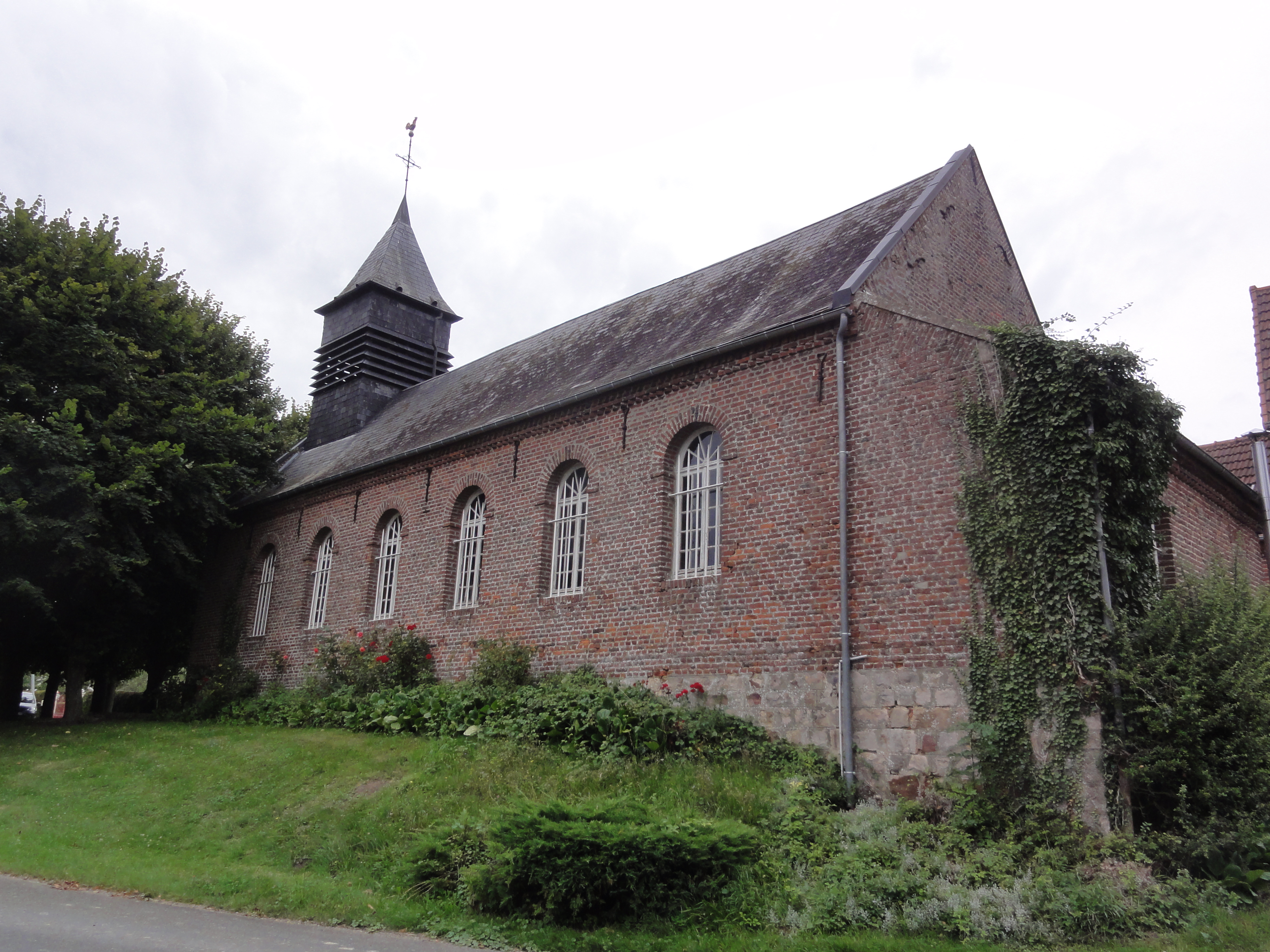
Église Saint-Pierre.
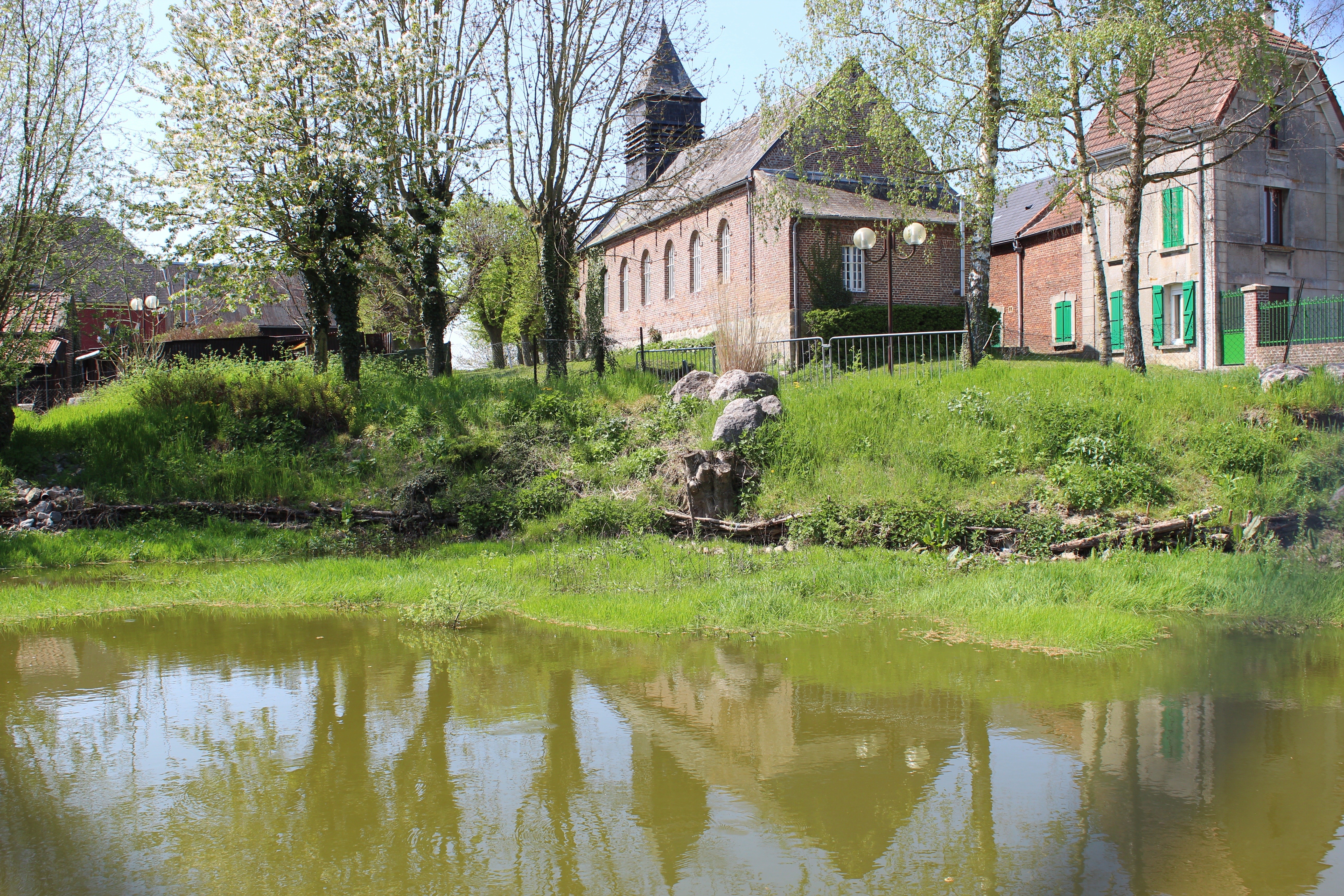
L'église se mirant dans l'étang.
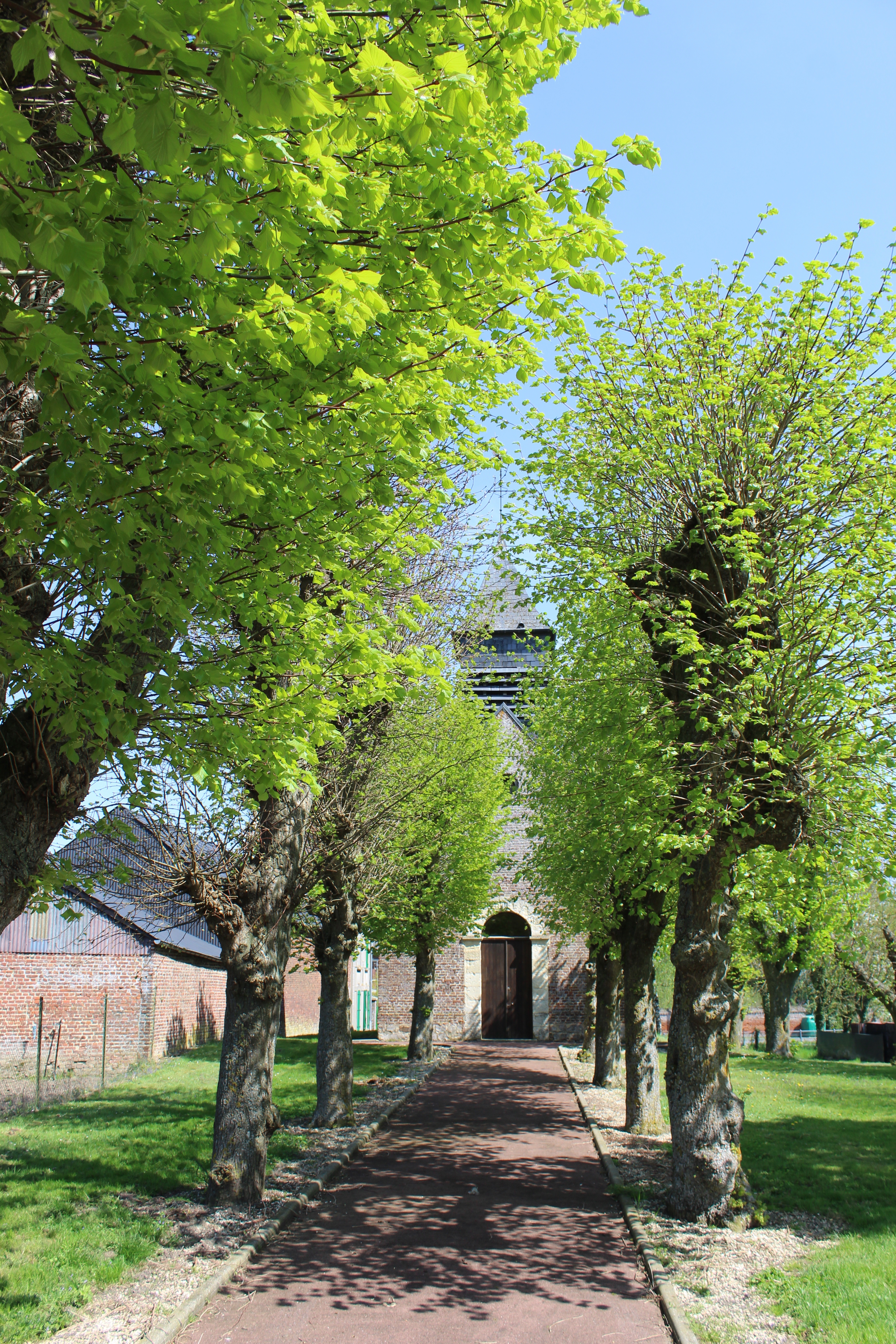
Allée de l'église.
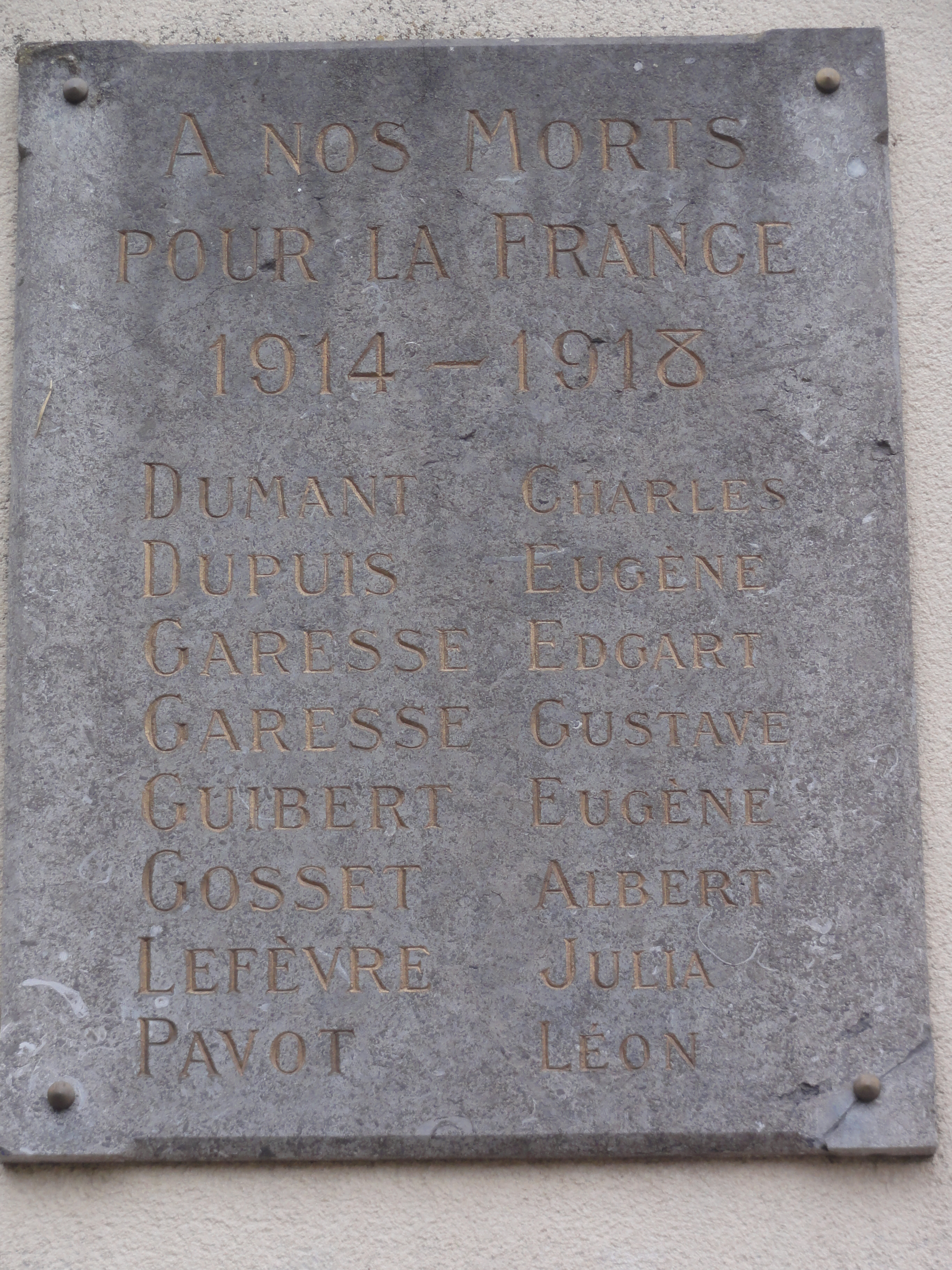
Plaque commémorative sur la mairie.
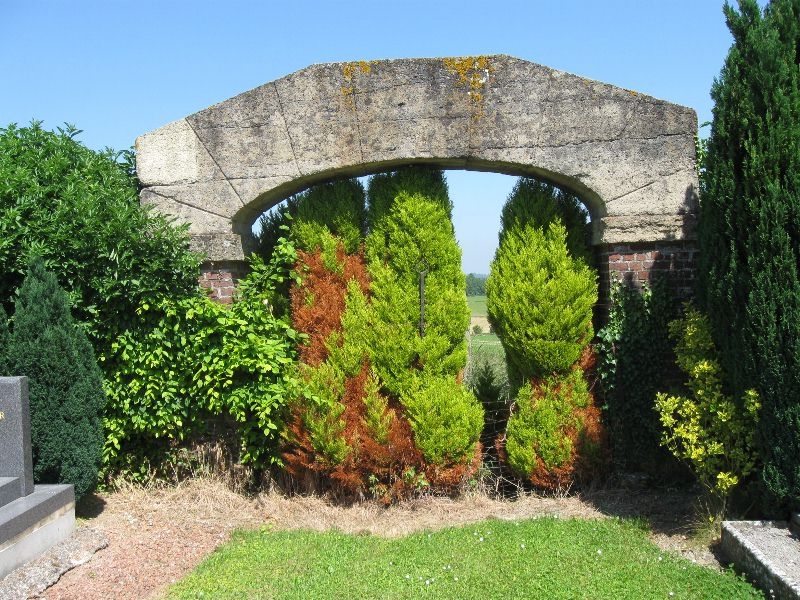
Un coin du cimetière.